# Зайсанська міська адміністрація
Зайса́нська міська адміністрація (каз. Зайсан қаласы әкімдігі, рос. Зайсанская городская администрация) — адміністративна одиниця у складі Зайсанського району Східноказахстанської області Казахстану. Адміністративний центр та єдиний населений пункт — місто Зайсан.
Населення — 18430 осіб (2021; 14416 у 2009, 16080 у 1999, 17440 у 1989).
Станом на 1989 рік існувала Зайсанська міська рада (місто Зайсан, села Октябрське, Сортучасток). 1998 року село Октябрське було передане до складу Айнабулацького сільського округу, а село Бакасу, яке певний час перебувало у складі адміністрації, повернуто до складу Кенсайського сільського округу. Село Алмали було ліквідовано 2009 року.

## Склад
До складу округу входять такі населені пункти:
| Населений пункт | Старі назви | Населення, осіб (1989) | Населення, осіб (1999) | Населення, осіб (2009) | Населення, осіб (2021) |
| --------------- | ----------- | ---------------------- | ---------------------- | ---------------------- | ---------------------- |
| Алмали, село    | Сортучасток | 100                    | 59                     | 27                     | -                      |
| Зайсан, місто   | -           | 16970                  | 16021                  | 14389                  | 18430                  |